# 陳瑞秋
陳瑞秋（英語：Rachel Chan，2003年11月15日—），加拿大女子羽毛球運動員。

## 簡歷
在2020年的加拿大全國錦標賽中，陳瑞秋獲得女子單打冠軍，成為加拿大最年輕的全國冠軍。
2021年，陳瑞秋代表加拿大出戰在瓜地馬拉瓜地馬拉市舉行的泛美洲羽毛球錦標賽，獲得女子單打比賽亞軍。

## 主要比賽成績
只列出曾進入準決賽的國際賽事成績：
| 年份   | 賽事                         | 公開賽級別 | 項目     | 拍檔        | 成績   |
| ------ | ---------------------------- | ---------- | -------- | ----------- | ------ |
| 2017年 | 泛美洲青年羽毛球錦標賽       | 其他       | 女子單打 | －          | 冠軍   |
| 2017年 | 泛美洲青年羽毛球錦標賽       | 其他       | 混合雙打 | Ivan Li     | 季軍   |
| 2019年 | 泛美洲青年羽毛球錦標賽       | 其他       | 女子雙打 | Jeslyn Chow | 冠軍   |
| 2019年 | 泛美洲青年羽毛球錦標賽       | 其他       | 混合雙打 | Ivan Li     | 亞軍   |
| 2021年 | 泛美洲羽毛球錦標賽           | 其他       | 女子單打 | －          | 亞軍   |
| 2021年 | 捷克羽毛球公開賽             | 國際系列賽 | 女子單打 | －          | 準決賽 |
| 2021年 | 比利時羽毛球國際賽           | 國際挑戰賽 | 女子單打 | －          | 準決賽 |
| 2022年 | 泛美洲羽毛球男女子團體錦標賽 | 其他       | 女子團體 | －          | 亞軍   |
| 2022年 | 波蘭羽毛球公開賽             | 國際挑戰賽 | 女子單打 | －          | 準決賽 |
| 2022年 | 泛美洲羽毛球錦標賽           | 其他       | 女子單打 | －          | 季軍   |
| 2022年 | 加拿大羽毛球國際挑戰賽       | 國際挑戰賽 | 女子單打 | －          | 準決賽 |
| 2023年 | 泛美運動會羽毛球比賽         | 其他       | 女子單打 | －          | 銅牌   |
| 2023年 | 加拿大羽毛球國際挑戰賽       | 國際挑戰賽 | 女子單打 | －          | 亞軍   |
| 2024年 | 泛美洲羽毛球男女子團體錦標賽 | 其他       | 女子團體 | －          | 冠軍   |
| 2024年 | 葡萄牙羽毛球國際賽           | 國際系列賽 | 女子單打 | －          | 亞軍   |
| 2024年 | 荷蘭羽毛球國際賽             | 國際系列賽 | 女子單打 | －          | 準決賽 |
| 2024年 | 泛美洲羽毛球錦標賽           | 其他       | 女子單打 | －          | 季軍   |
| 2024年 | 愛爾蘭羽毛球公開賽           | 國際挑戰賽 | 女子單打 | －          | 亞軍   |
| 2024年 | 加拿大羽毛球國際挑戰賽       | 國際挑戰賽 | 女子單打 | －          | 準決賽 |
| 2025年 | 葡萄牙羽毛球國際賽           | 國際系列賽 | 女子單打 | －          | 冠軍   |
| 2025年 | 泛美洲羽毛球錦標賽           | 其他       | 女子單打 | －          | 季軍   |

| 2007-2017年 | 首要超級賽 | 超級賽 | 黃金大獎賽 | 大獎賽 | 國際挑戰賽 | 國際系列賽 | 未來系列賽 | 其他 |

| 2018-2026年 | 總決賽 | 超級1000賽 | 超級750賽 | 超級500賽 | 超級300賽 | 超級100賽 | 國際挑戰賽 | 國際系列賽 | 未來系列賽 | 其他 |